# 圣露西村 (佛罗里达州)
圣露西村（英語：St. Lucie），是美国佛罗里达州聖盧西亞縣下属的一座城镇。建立于1961年。面积约为2.1平方公里（约合0.8平方英里）。根据2010年美国人口普查，该市有人口590人。论人口在本州排行第364。